# Lista de deputados estaduais do Rio Grande do Sul da 45.ª legislatura
Esta é uma lista de deputados estaduais do Rio Grande do Sul. São relacionados o nome civil dos parlamentares que foram eleitos em 1978.

## Composição das bancadas
| Partido | Líder       | Bancada | Posição  |
| ------- | ----------- | ------- | -------- |
| MDB     | José Fogaça | 31 / 56 | Oposição |
| ARENA   | Jarbas Lima | 25 / 56 | Governo  |

## Deputados estaduais
| Número | Deputado                           | Partido | Votos  | Cidade onde nasceu     | Unidade federativa |
| ------ | ---------------------------------- | ------- | ------ | ---------------------- | ------------------ |
| 11222  | Airton Santos Vargas               | ARENA   | 43.627 | Pelotas                | Rio Grande do Sul  |
| 11952  | Geraldo Germano                    | ARENA   | 39.547 | Cachoeira do Sul       | Rio Grande do Sul  |
| 11468  | Ricardo Leonidas Ribas             | ARENA   | 37.736 | Santo Ângelo           | Rio Grande do Sul  |
| 11167  | Rubem Scheid                       | ARENA   | 35.313 | Serafina Corrêa        | Rio Grande do Sul  |
| 11294  | Guido Moesch                       | ARENA   | 29.482 | Arroio do Meio         | Rio Grande do Sul  |
| 11724  | Antonio Azevedo                    | ARENA   | 27.894 | Passo Fundo            | Rio Grande do Sul  |
| 11987  | Firmino Girardello                 | ARENA   | 27.747 | Guaíba                 | Rio Grande do Sul  |
| 11537  | Rubi Diehl                         | ARENA   | 27.432 | Viamão                 | Rio Grande do Sul  |
| 11982  | Romeu Martinelli                   | ARENA   | 25.755 | Passo Fundo            | Rio Grande do Sul  |
| 11481  | Adylson Motta                      | ARENA   | 24.799 | São Luiz Gonzaga       | Rio Grande do Sul  |
| 11221  | Dercy Furtado                      | ARENA   | 24.708 | Gravataí               | Rio Grande do Sul  |
| 11669  | Jarbas Lima                        | ARENA   | 24.468 | Lagoa Vermelha         | Rio Grande do Sul  |
| 11757  | Sérgio Ilha Moreira                | ARENA   | 23.929 | Porto Alegre           | Rio Grande do Sul  |
| 11426  | Rubens Ardenghi                    | ARENA   | 20.982 | Palmeira das Missões   | Rio Grande do Sul  |
| 11773  | Cícero Viana                       | ARENA   | 20.329 | Palmeira das Missões   | Rio Grande do Sul  |
| 11389  | Camilo Moreira                     | ARENA   | 19.932 | Sapucaia do Sul        | Rio Grande do Sul  |
| 11617  | Loris Reali                        | ARENA   | 18.995 | Novo Hamburgo          | Rio Grande do Sul  |
| 11345  | Silvérius Kirst                    | ARENA   | 18.878 | Santa Cruz do Sul      | Rio Grande do Sul  |
| 11917  | Vercidino Albarello                | ARENA   | 18.836 | Palmitinho             | Rio Grande do Sul  |
| 11464  | Alceu Francisco Martins da Rosa    | ARENA   | 18.680 | Taquara                | Rio Grande do Sul  |
| 11809  | Antonino Fornari                   | ARENA   | 18.580 | Arroio do Meio         | Rio Grande do Sul  |
| 11377  | Pedro Américo Leal                 | ARENA   | 18.247 | Rio de Janeiro         | Rio de Janeiro     |
| 11678  | Jesus Guimarães                    | ARENA   | 18.231 | Passo Fundo            | Rio Grande do Sul  |
| 11369  | Oscar Westendorff                  | ARENA   | 18.163 | São Lourenço do Sul    | Rio Grande do Sul  |
| 11796  | Francisco Spiandorello             | ARENA   | 17.977 | Caxias do Sul          | Rio Grande do Sul  |
| 11908  | Roberto Athayde Cardona (suplente) | ARENA   | 17.843 | Pelotas                | Rio Grande do Sul  |
| 11957  | Érico Pegoraro (suplente)          | ARENA   | 17.350 | Canguçu                | Rio Grande do Sul  |
| 11919  | Valmir Susin (suplente)            | ARENA   | 17.286 | Caxias do Sul          | Rio Grande do Sul  |
| 15860  | José Fogaça                        | MDB     | 60.059 | Porto Alegre           | Rio Grande do Sul  |
| 15986  | Carlos Giacomazzi                  | MDB     | 40.913 | Erechim                | Rio Grande do Sul  |
| 15388  | Lélio Souza                        | MDB     | 40.705 | Rosário do Sul         | Rio Grande do Sul  |
| 15681  | Ibsen Pinheiro                     | MDB     | 40.386 | São Borja              | Rio Grande do Sul  |
| 15248  | Algir Lorenzon                     | MDB     | 38.678 | Catuípe                | Rio Grande do Sul  |
| 15664  | Cezar Schirmer                     | MDB     | 36.158 | Santa Maria            | Rio Grande do Sul  |
| 15333  | Romildo Bolzan                     | MDB     | 31.768 | Cachoeira do Sul       | Rio Grande do Sul  |
| 15515  | Dorival de Oliveira                | MDB     | 30.326 | Gravataí               | Rio Grande do Sul  |
| 15696  | Eligio Meneghetti                  | MDB     | 29.508 | Porto Alegre           | Rio Grande do Sul  |
| 15107  | Porfírio Peixoto                   | MDB     | 29.182 | São Luiz Gonzaga       | Rio Grande do Sul  |
| 15805  | Celso Testa                        | MDB     | 27.052 | Passo Fundo            | Rio Grande do Sul  |
| 15810  | Victório Trez                      | MDB     | 26.423 | Guaporé                | Rio Grande do Sul  |
| 15557  | Rospide Netto                      | MDB     | 25.328 | Iraí                   | Rio Grande do Sul  |
| 15423  | João Severiano                     | MDB     | 24.468 | Santa Margarida do Sul | Rio Grande do Sul  |
| 15155  | Aldo Pinto                         | MDB     | 24.330 | Palmeira das Missões   | Rio Grande do Sul  |
| 15475  | Carlos Augusto de Souza            | MDB     | 24.041 | Venâncio Aires         | Rio Grande do Sul  |
| 15788  | Gabriel Malmann                    | MDB     | 23.529 | Bagé                   | Rio Grande do Sul  |
| 15865  | Erasmo Chiapetta                   | MDB     | 23.126 | São Gabriel            | Rio Grande do Sul  |
| 15752  | André Nivaldo Jager Soares         | MDB     | 23.119 | Uruguaiana             | Rio Grande do Sul  |
| 15234  | João Satte                         | MDB     | 22.476 | Sapiranga              | Rio Grande do Sul  |
| 15549  | Caetano Peruchin                   | MDB     | 21.769 | Santa Rosa             | Rio Grande do Sul  |
| 15374  | Marques de Mattos                  | MDB     | 21.274 | Capela de Santana      | Rio Grande do Sul  |
| 15192  | José Albrecht                      | MDB     | 20.822 | Sapucaia do Sul        | Rio Grande do Sul  |
| 15235  | Júlio Vianna                       | MDB     | 20.199 | Cruz Alta              | Rio Grande do Sul  |
| 15518  | Antenor Ferrari                    | MDB     | 19.967 | Bento Gonçalves        | Rio Grande do Sul  |
| 15769  | Élio Corbellini                    | MDB     | 19.767 | Porto Alegre           | Rio Grande do Sul  |
| 15289  | Américo Copetti                    | MDB     | 19.622 | Santo Ângelo           | Rio Grande do Sul  |
| 15806  | Sedenir Martins                    | MDB     | 19.257 | Santana do Livramento  | Rio Grande do Sul  |
| 15183  | Walter Troina                      | MDB     | 19.091 | Esteio                 | Rio Grande do Sul  |
| 15535  | Ivo Mainardi                       | MDB     | 18.949 | Arroio do Tigre        | Rio Grande do Sul  |
| 15840  | Gil Cunegatto Marques              | MDB     | 18.521 | Santa Rosa             | Rio Grande do Sul  |
| 15356  | Moisés Velasques (suplente)        | MDB     | 18.374 | Pinheiro Machado       | Rio Grande do Sul  |